# 決算委員会

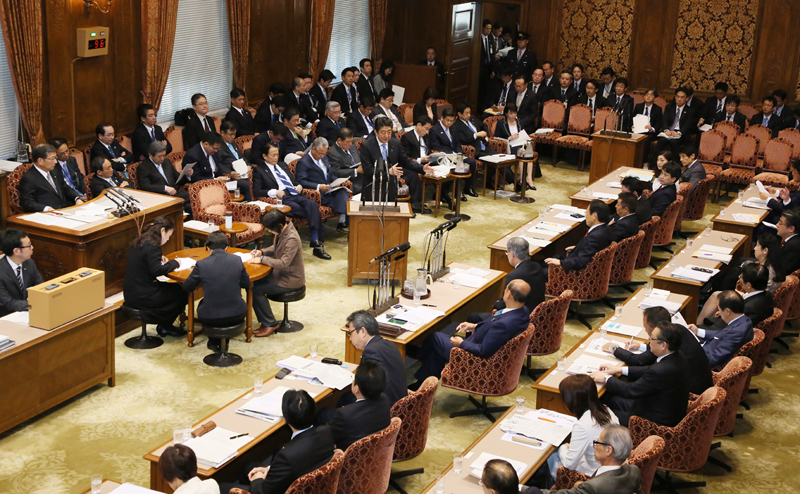
2016年1月、参議院決算委員会の様子

決算委員会（けっさんいいんかい）は、日本の参議院における常任委員会の一つ。国会法第41条3項14号に規定される。

## 概要
決算委員会は、現行制度では参議院のみに置かれる常任委員会である。参議院の決算委員会は第1回国会から現在まで一貫して設置されている。衆議院にも第141回国会まで決算委員会が設置されていたが第142回国会から決算行政監視委員会に改組された。
現行の国会法、および衆参両院規則に基づく決算委員会が最初に置かれたのは、1947年（昭和22年）5月20日に召集された第1回国会である。それ以前の帝国議会では、貴族院に決算委員会が常設されていた。
決算委員会は議院規則により所管が定められており、決算、予備費支出の承諾、決算調整資金からの歳入への組入れ、国庫債務負担行為総調書、国有財産増減及び現在額総計算書並びに無償貸付状況総計算書、会計検査院に関する事項を対象とする（参議院規則74条14号）。
委員会の委員は、議院において選任される（国会法42条1項）。委員の選任は、すべて議長の指名によって行われる（参議院規則30条1項）。実際には、各議院運営委員会において、各会派の議席数に応じて各委員会の委員の員数も配分され、個別の人事は配分された員数の範囲内で各会派によって行われる。
委員長は、議院において選挙（国会法第25条）又は議長において指名（参議院規則16条2項）で選任されると定められているが、後者の場合がほとんどである。この場合、事前に各会派間で協議された常任委員長各会派割当てと会派申出の候補者に基づいておこなわれる。なお、委員長に事故があった場合は理事が職務を行うことになっている（参議院規則31条3項）。
理事の選任は委員の互選（参議院規則32条2項）となっているが、第1回国会以来すべて委員長の指名により行われている。理事の員数および各会派割当ては議院運営委員会で決定した基準により、選挙など会派の構成が大きく変わった際に見直される。

決算委員会は予算の決算、実施状況について議論がなされる常任委員会であり、予算委員会に比べると注目度は低いが、予算委員会の基本的質疑と同様、内閣総理大臣並びに全閣僚の出席を求めてテレビ中継の元、特定の議題にかかわらず幅広く質疑を行える場であり、その開催を巡って与野党の間で攻防が展開されることも多い。

一部には参議院のチェック機構的役割を強調すべく、衆議院の予算先議権に対して決算の先議は参議院が行なうなどの形で決算委員会を重視すべきという意見もあり、改正憲法草案で「決算は参議院に先に提出されなければならない」と謳う勢力もある。

## 参議院

### 組織
参議院決算委員会の員数は30人である（参議院規則74条）。委員長1名、理事数名が選出または指名される（参議院規則第16条及び31条）。
参議院決算委員会の組織
2024年（令和6年）12月2日現在
| 役職       | 氏名       | 所属会派               |
| ---------- | ---------- | ---------------------- |
| 決算委員長 | 片山さつき | 自由民主党             |
| 理事       | 越智俊之   | 自由民主党             |
| 理事       | 岸真紀子   | 立憲民主・社民・無所属 |
| 理事       | 下野六太   | 公明党                 |
| 委員       | 赤池誠章   | 自由民主党             |
| 委員       | 今井絵理子 | 自由民主党             |
| 委員       | 岩本剛人   | 自由民主党             |
| 委員       | 太田房江   | 自由民主党             |
| 委員       | 酒井庸行   | 自由民主党             |
| 委員       | 末松信介   | 自由民主党             |
| 委員       | 高橋はるみ | 自由民主党             |
| 委員       | 柘植芳文   | 自由民主党             |
| 委員       | 豊田俊郎   | 自由民主党             |
| 委員       | 西田昌司   | 自由民主党             |
| 委員       | 藤川政人   | 自由民主党             |
| 委員       | 藤木眞也   | 自由民主党             |
| 委員       | 森まさこ   | 自由民主党             |
| 委員       | 和田政宗   | 自由民主党             |
| 委員       | 大椿ゆうこ | 立憲民主・社民・無所属 |
| 委員       | 古賀之士   | 立憲民主・社民・無所属 |
| 委員       | 羽田次郎   | 立憲民主・社民・無所属 |
| 委員       | 村田享子   | 立憲民主・社民・無所属 |
| 委員       | 杉久武     | 公明党                 |
| 委員       | 竹谷とし子 | 公明党                 |
| 委員       | 新妻秀規   | 公明党                 |
| 委員       | 石井章     | 日本維新の会           |
| 委員       | 柳ヶ瀬裕文 | 日本維新の会           |
| 委員       | 竹詰仁     | 国民民主党・新緑風会   |
| 委員       | 濱口誠     | 国民民主党・新緑風会   |
| 委員       | 仁比聡平   | 日本共産党             |

### 所管事項
参議院決算委員会の所管事項は以下の通り（参議院規則74条）。
1. 決算
2. 予備費支出の承諾に関する事項
3. 決算調整資金からの歳入への組入れの承諾に関する事項
4. 国庫債務負担行為総調書
5. 国有財産増減及び現在額総計算書並びに無償貸付状況総計算書
6. 会計検査に関する事項

国政調査案件
1. 国家財政の経理及び国有財産の管理に関する事項

## 所管国務大臣
委員会が審査又は調査を行うときは、政府に対する委員の質疑は、国務大臣又は内閣官房副長官、副大臣若しくは大臣政務官に対して行う（衆議院規則45条の2、参議院規則42条の2）。どの国務大臣等に対して出席を求めるかは、各議院の委員会において、委員長及び理事の協議で決定される。

## 歴代委員長
| 代 | 氏名         | 在職期間  |
| -- | ------------ | --------- |
| 1  | 下条康麿     | 1947-1948 |
| 2  | 奥主一郎     | 1948-1950 |
| 3  | 谷口弥三郎   | 1950      |
| 4  | 前之園喜一郎 |           |
| 5  | 岩男仁蔵     |           |
| 6  | 奥むめお     |           |
| 7  | 東隆         | 1953-1954 |
| 8  | 小林亦治     | 1954      |
| 9  | 山田節男     | 1954-1955 |
| 10 | 小松正雄     | 1955      |
| 11 | 田中一       | 1955-1956 |
| 12 | 千葉信       | 1956      |
| 13 | 三浦義男     | 1956-1957 |
| 14 | 高野一夫     |           |
| 15 | 小西英雄     |           |
| 16 | 西川甚五郎   | 1959      |
| 17 | 上原正吉     | 1959-1960 |
| 18 | 佐藤芳男     | 1960-1961 |
| 19 | 岸田幸雄     | 1961-1962 |
| 20 | 相澤重明     |           |
| 21 | 鈴木壽       |           |
| 22 | 横川正市     |           |
| 23 | 柴谷要       |           |
| 24 | 藤原道子     | 1965-1966 |
| 25 | 鶴園哲夫     | 1966-1967 |
| 26 | 亀田得治     | 1967-1968 |
| 27 | 木村禧八郎   | 1968-1969 |
| 28 | 松本賢一     |           |
| 29 | 森元治郎     |           |
| 30 | 足鹿覚       | 1971-1972 |
| 31 | 成瀬幡治     | 1972-1973 |
| 32 | 田中寿美子   | 1973-1974 |
| 33 | 前川旦       | 1974-1975 |
| 34 | 瀬谷英行     | 1975-1976 |
| 35 | 鈴木力       | 1976-1977 |
| 36 | 茜ケ久保重光 | 1977-1978 |
| 37 | 寺田熊雄     | 1978-1979 |
| 38 | 志苫裕       | 1979-1980 |
| 39 | 野田哲       | 1980-1981 |
| 40 | 和田静夫     | 1981-1982 |
| 41 | 竹田四郎     | 1982-1983 |
| 42 | 安恒良一     | 1983-1984 |
| 43 | 佐藤三吾     | 1984-1985 |
| 44 | 丸谷金保     | 1985-1986 |
| 45 | 菅野久光     | 1986-1987 |
| 46 | 穐山篤       | 1987-1988 |
| 47 | 安永英雄     | 1988-1989 |
| 48 | 千葉景子     | 1989-1990 |
| 48 | 及川一夫     | 1990-1991 |
| 49 | 久保田真苗   | 1992-1993 |
| 50 | 大渕絹子     | 1992-1993 |
| 51 | 三上隆雄     | 1993-1994 |
| 52 | 前畑幸子     | 1994-1995 |
| 53 | 今井澄       | 1995      |
| 54 | 浦田勝       | 1995-1996 |
| 55 | 野沢太三     | 1996-1997 |
| 56 | 宮崎秀樹     | 1997-1998 |
| 57 | 久世公堯     | 1998-1999 |
| 58 | 鎌田要人     | 1999-2000 |
| 59 | 谷川秀善     | 2000-2001 |
| 60 | 岩井國臣     | 2001-2002 |
| 61 | 中原爽       | 2002-2003 |
| 62 | 鴻池祥肇     | 2003-2005 |
| 63 | 中島真人     | 2005-2006 |
| 64 | 泉信也       | 2006-2007 |
| 65 | 小川敏夫     | 2007-2009 |
| 66 | 家西悟       | 2009      |
| 67 | 神本美恵子   | 2009-2010 |
| 68 | 鶴保庸介     | 2010-2011 |
| 69 | 山本順三     | 2011-2012 |
| 70 | 金子原二郎   | 2012-2014 |
| 71 | 小坂憲次     | 2014-2016 |
| 72 | 小泉昭男     | 2016      |
| 73 | 石井正弘     | 2016      |
| 74 | 岡田広       | 2016-2017 |
| 75 | 二之湯智     | 2017-2018 |
| 76 | 石井みどり   | 2018-2019 |
| 77 | 二之湯智     | 2019      |
| 78 | 中川雅治     | 2019-2020 |
| 79 | 野村哲郎     | 2020-2021 |
| 80 | 松村祥史     | 2021-2022 |
| 81 | 佐藤信秋     | 2022-     |